# Hyalascus baculifer
Hyalascus baculifer är en svampdjursart som först beskrevs av Schulze 1886.  Hyalascus baculifer ingår i släktet Hyalascus och familjen Rossellidae. Inga underarter finns listade i Catalogue of Life.